# بایاک
بایاک (به فرانسوی: Bayac) یک کمون (فرانسه) در فرانسه است که در canton of Beaumont-du-Périgord واقع شده‌است. بایاک ۱۰٫۲۳ کیلومتر مربع مساحت دارد ۵۳ متر بالاتر از سطح دریا واقع شده‌است.